# Aramayoite
L'aramayoite è un minerale.